# Woorabinda Shire
Woorabinda Shire är ett lokalt självstyresområde i Australien. Det ligger i delstaten Queensland, omkring 510 kilometer nordväst om delstatshuvudstaden Brisbane. Antalet invånare är 996.
Följande samhällen finns i Woorabinda Shire:
- Woorabinda

I omgivningarna runt Woorabinda växer huvudsakligen savannskog. Trakten runt Woorabinda är nära nog obefolkad, med mindre än två invånare per kvadratkilometer.  Genomsnittlig årsnederbörd är 836 millimeter. Den regnigaste månaden är januari, med i genomsnitt 160 mm nederbörd, och den torraste är augusti, med 16 mm nederbörd.